# Иоасаф Метеорский
Иоанн Уреш Палеолог, после пострига в монахи получил имя Иоасаф (также Йован Урош Неманич, серб. Јован Урош Немањић; ок. 1350 — 1422/1423) — сын титулярного царя сербов и греков Симеона Синиши. Правитель Фессалии в 1371—1373 годах. Один из основателей Преображенского монастыря в Метеорах.

## Биография
После смерти своего отца Симеона Синиши, Иоанн Уреш унаследовал титул титулярного царя сербов и греков и стал правителем Фессалии с 1371 по 1373 года. В это же время Иоасаф Метеорит обучался в монастырях Святой горы Афон. После знакомства со святым Афанасием Метеорским, он отказался от своего царского титула и от мантии правителя Фессалии, став монахом, приняв постриг под именем Иоасаф. Во главе Фессалии стал Алексей Ангела, при котором регион стал вассалом Византийской империи.
После смерти святого Афанасия в 90-х годах XIV века стал игуменом Преображенского монастыря. В период его игуменства начался период расцвета Преображенского монастыря, возведены новые монастырские постройки, в том числе и здание больницы для монахов. Иоасаф расширил Преображенский собор, украсил его иконами и обеспечил необходимыми священными сосудами. Он помогал и другим обителям Метеор, защищая их права царскими грамотами.
В 1394 году после захвата Фессалии турецкими войсками Иоасаф удалился на Афон, где несколько лет проживал в Ватопедском монастыре. Около 1401 года он вновь вернулся в Метеоры и продолжил свою деятельность в качестве игумена Преображенского монастыря.
Канонизирован Сербской православной церковью в лике преподобного, память совершается 20 апреля (по юлианскому календарю). Почитается также и Русской православной церковью.